# Lycoriella bispinalis
Lycoriella bispinalis är en tvåvingeart som beskrevs av Yang och Zhang 1987. Lycoriella bispinalis ingår i släktet Lycoriella och familjen sorgmyggor.
Artens utbredningsområde är Peking (Kina). Inga underarter finns listade i Catalogue of Life.